# Dicranophorus kostei
Dicranophorus kostei är en hjuldjursart som beskrevs av Pourriot och Zoppi de Roa 1981. Dicranophorus kostei ingår i släktet Dicranophorus och familjen Dicranophoridae. Inga underarter finns listade i Catalogue of Life.